# Philates variratae
Philates variratae là một loài nhện trong họ Salticidae.
Loài này thuộc chi Philates. Philates variratae được Marek Żabka miêu tả năm 1999.